# Paolo Sarpi
Paolo Sarpi, nato Pietro Sarpi (Venezia, 14 agosto 1552 – Venezia, 15 gennaio 1623), è stato un teologo, storico e scienziato italiano cittadino della Repubblica di Venezia, appartenente all'Ordine dei Servi di Maria.
Teologo, astronomo, matematico, fisico, anatomista, letterato e storico, fu tanto versato in molteplici campi dello scibile umano da essere definito da Girolamo Fabrici d'Acquapendente «Oracolo del secolo». Autore della celebre Istoria del Concilio tridentino, subito messa all'Indice, fu fermo oppositore del centralismo monarchico della Chiesa cattolica, difendendo le prerogative della Repubblica veneziana, colpita dall'interdetto emanato da Paolo V. Rifiutò di presentarsi di fronte all'Inquisizione romana che intendeva processarlo e subì un grave attentato che si sospettò essere stato organizzato dalla Curia romana ("agnosco stilum Curiae romanae"), la quale negò tuttavia ogni responsabilità.

## Biografia

### L'infanzia
(F. Micanzio, Vita di padre Paolo)

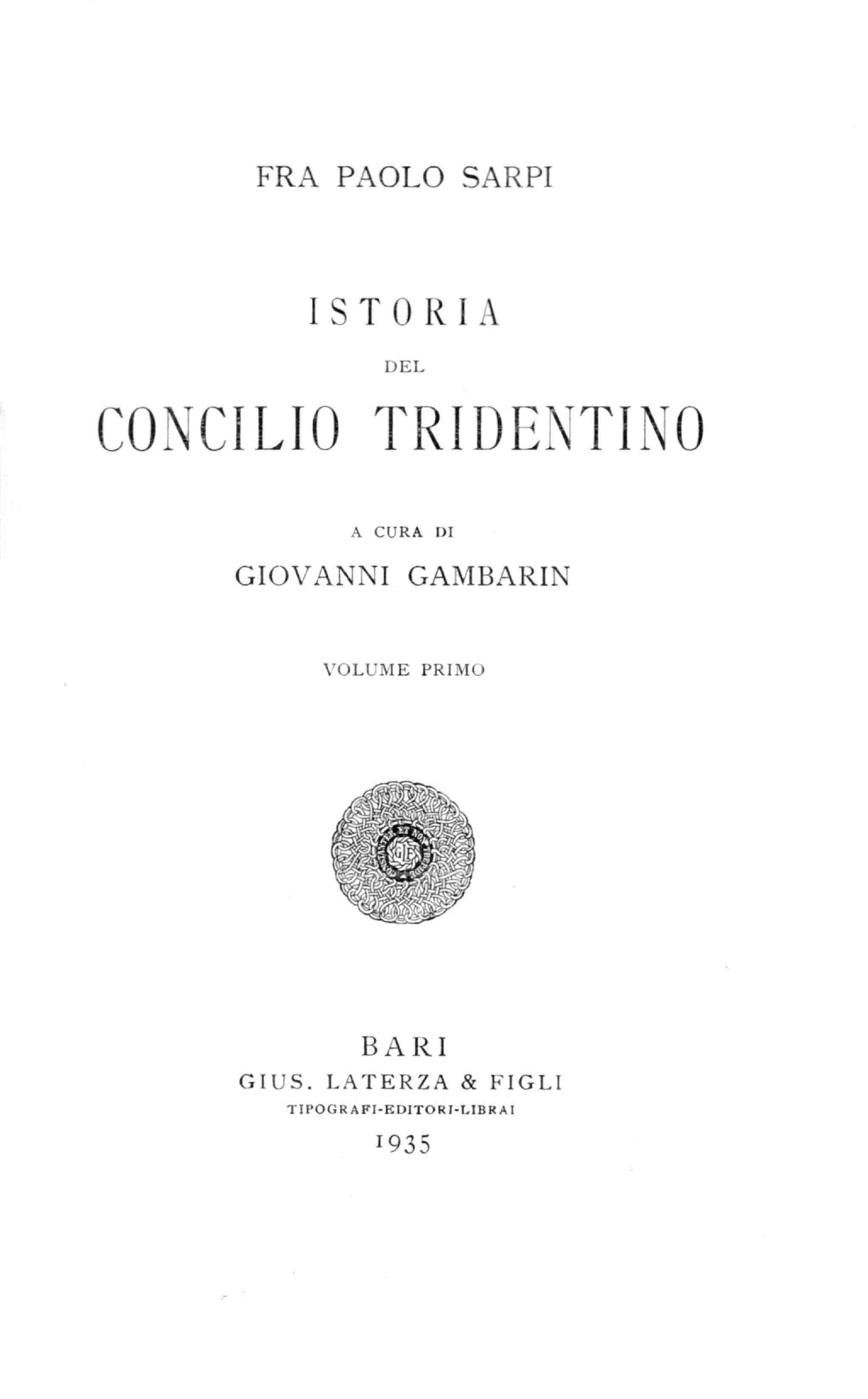
Istoria del Concilio tridentino, 1935

Nell'anno in cui proseguivano le sedute del Concilio di Trento, Carlo V era in guerra con i prìncipi protestanti tedeschi e il Parlamento inglese adottava un Libro di preghiere d'ispirazione luterana, Pietro, questo il nome secolare del Sarpi, nacque a Venezia da Francesco di Pietro Sarpi, di famiglia di lontane origini friulane (precisamente di San Vito al Tagliamento) e mercante a Venezia eppure, scrive il biografo Micanzio, per la sua indole violenta «più dedito all'armi ch'alla mercatura»; la madre, veneziana, «d'aspetto umile e mite», si chiamava Isabella Morelli. Rimasta vedova, fu accolta con Pietro e l'altra figlia Elisabetta nella casa del fratello Ambrosio Morelli, prete della collegiata di Sant'Ermagora.
Con lo zio, «uomo d'antica severità di costumi, molto erudito nelle lettere d'umanità [...] addottrinando nella grammatica e retorica molti fanciulli della nobiltà», fece i primi studi, imparando presto e con facilità. A dodici anni, nel 1564, anno dell'istituzione, dopo la chiusura del Concilio, dell'Indice dei libri proibiti - tra i tanti, vi finirono il Talmud e il Corano, il De Monarchia di Dante e le opere di Rabelais, Folengo, Telesio, Machiavelli ed Erasmo - passò alla scuola del padre Giovanni Maria Capella, teologo cremonese dell'Ordine dei Servi di Maria, seguace delle dottrine di Giovanni Duns Scoto, il quale gli insegnò logica, filosofia e teologia, finché il ragazzo fece così rapidi progressi che «il maestro istesso confessava non aver più che insegnargli». Con altri maestri veneziani apprese la matematica, la lingua greca e l'ebraica.
«Con la familiarità e co' studii entrò Pietro anco in desiderio di ricevere l'abito de' servi, o perché gli paresse vita conforme alla sua inclinazione ritirata e contemplativa, o perché vi fosse allettato dal suo maestro», malgrado l'opposizione della madre e dello zio Ambrogio che lo voleva prete nella sua chiesa, il 24 novembre 1566 entrò nel monastero veneziano dei servi di Maria.

### A Mantova
Qui continuò ancora a studiare con il Capella, rimanendo alieno dalle distrazioni proprie della sua età finché nel 1567, in occasione della riunione a Mantova del capitolo generale dell'Ordine servita, fu mandato in quella città «ad onorar il congresso e far vedere che gl'ordini non sono oziosi, ma spendono il tempo in sante e lodevoli operazioni», difendendo «318 delle più difficili proposizioni della sacra teologia e della filosofia naturale. Il qual carico con che felicità lo sostenesse e con che giubilo e stupore di quella venerabile corona, si può dall'evento argomentare».

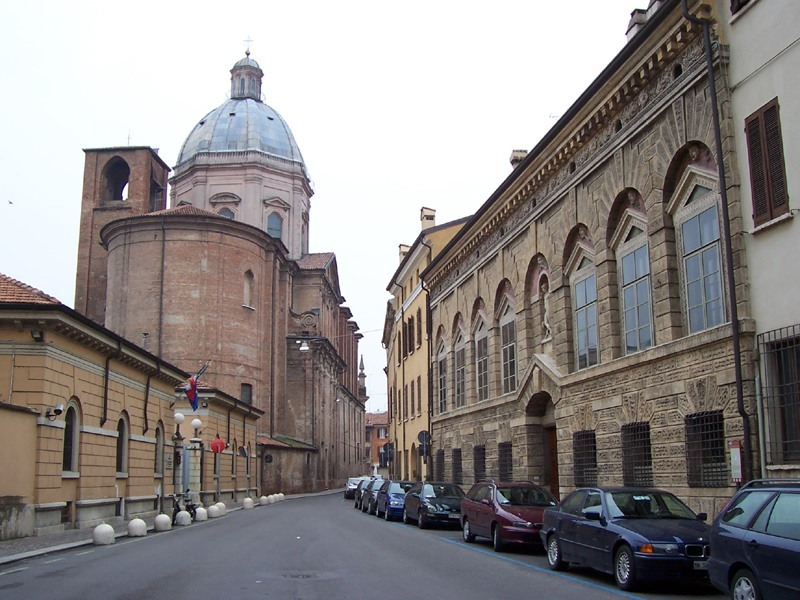
Convento e chiesa di San Barnaba a Mantova

Essersi così distinto a soli quindici anni gli valse la nomina a teologo da parte del duca di Mantova Guglielmo Gonzaga - «prencipe di grandissimo ingegno, così profondamente erudito nello scienze, che difficilmente si discerneva qual fosse maggiore, o la prudenza di governare, o l'erudizione di tutte le scienze et arti, sino nella musica» - mentre il vescovo Gregorio Boldrini gli affidò la cattedra di «teologia positiva di casi di coscienza e delli sacri canoni». Stabilito nel convento di San Barnaba, perfezionò la conoscenza della lingua ebraica e iniziò, col puntiglio consueto, ad applicarsi agli studi storici.
Fu certo a motivo di quest'interesse che a Mantova frequentò Camillo Olivo, già segretario di Ercole Gonzaga, cardinale e legato pontificio nelle ultime sessioni del concilio di Trento, la cui caduta in disgrazia presso Pio IV coinvolse anche l'Olivo che fu dagli «inquisitori molto travagliato, col tenerlo longamente in carcere dopo la morte del cardinale suo signore», ma che ora, dopo la morte del pontefice, «viveva privatamente in Mantova. Il gusto principale che riceveva fra Paolo in conversare con lui era perché lo trovava d'una moderazione singolare, erudito, e che, per esser stato col cardinale a Trento, aveva avuto gran maneggio in quelle azioni e sapeva tutte le particolarità de' negozii più secreti, et aveva anco molte memorie, nell'intendere le quali fra Paolo riceveva molto piacere».
Erano gli anni in cui in Italia continuava con vigore la repressione inquisitoriale di Pio V: Pietro Carnesecchi venne decapitato nel 1567, nel 1569 gli ebrei furono espulsi dallo Stato pontificio - tranne che da Roma e da Ancona, nei ghetti delle quali vennero costretti a risiedere - e nel 1570 fu impiccato l'umanista Aonio Paleario; il papa scomunicò Elisabetta d'Inghilterra nel 1570, organizzò la Lega contro i turchi nel 1571, ottenendo la vittoria navale di Lepanto e a Parigi, la notte del 23 agosto 1572 migliaia di ugonotti furono massacrati: in quest'anno Sarpi fece la sua professione, entrando ufficialmente nell'Ordine servita. Anche di lui l'Inquisizione si occupò per la prima volta nel 1573, a seguito della denuncia di un confratello, un tale Claudio, che lo accusò di sostenere che dal primo capitolo del Genesi non si può ricavare l'articolo di fede della Trinità: ma, poiché effettivamente di Trinità divina non vi è traccia nel Vecchio Testamento, l'Inquisizione gli diede ragione, archiviando il caso.

### Il ritorno a Venezia
Dopo aver ricevuto nel convento mantovano il titolo di baccelliere, nel 1574 fu invitato a Milano da Carlo Borromeo il quale, dopo aver ottenuto dalle autorità spagnole, contro la volontà del Senato, il riconoscimento del tribunale e della polizia diocesana, aveva avviato un processo di riforma del clero. L'anno successivo ottenne di essere trasferito nel convento dell'Ordine servita di Venezia, dove fu incaricato dell'insegnamento della filosofia e continuò i suoi studi scientifici. Nella grande epidemia di peste, che imperversò a Venezia dal 1575 al 1577, facendo 50.000 vittime - tra le quali Tiziano - fra' Paolo rimase immune dal contagio, ma perdette la madre.
Nel 1578, dopo essersi addottorato in teologia nell'Università di Padova, venne nominato reggente del convento di Venezia e, l'anno dopo, priore della provincia veneta. Quello stesso anno, durante il Capitolo generale tenutosi a Parma, nel quale venne rieletto priore generale Giacomo Tavanti, tenne una dissertazione di fronte ai cardinali protettori dell'Ordine, Alessandro Farnese e Giulio Antonio Santori. Sarpi fu uno dei tre «saggi», insieme con Cirillo Franco e Alessandro Giani, incaricati di preparare una riforma della regola: «il carico suo speziale fu d'accommodare quella parte che toccava i sacri canoni, le riforme del concilio di Trento, allora nuove, e la forma de' giudizii [...] quella parte tutta ove si tratta de' giudizii accommodatamente allo stato claustrale [...] Lasciò in questo carico in Roma fama di gran sapere e di molta prudenza, non solo nelle corti de' due cardinali suddetti, co' quali, per ordine contenuto in un breve apostolico di Gregorio XIII, conveniva conferire tutte le leggi che si facevano, ma anco fu necessario molte volte trattar col pontefice medesimo. Sbrigato da quale peso ritornò al suo governo».
Nel giugno del 1585 si tenne a Bologna il nuovo Capitolo dell'Ordine servita e Sarpi viene eletto procuratore generale, «la suprema dignità di quell'ordine dopo il generale [...] il carico porta seco di difender in Roma tutte le liti e controversie che vengono promosse in tutta la religione» Dovette pertanto trasferirsi a Roma dove conobbe e «prese strettissima familiarità col padre Bellarmino [...] poi cardinale, e durò l'amicizia sin al fine della vita», grazie al quale forse poté prendere visione di diversa documentazione relativa alle istruzioni date ai legati pontifici durante il Concilio di Trento. Conobbe anche Martín de Azpilcueta, celebre teologo spagnolo difensore dell'arcivescovo di Toledo Carranza, accusato di eresia, il gesuita Nicolás Alfonso de Bobadilla e il cardinale Castagna, che fu poi papa Urbano VII. Ebbe occasione di passare a Napoli per presiedere Capitoli e «conversare con quel famoso ingegno Giovanni Battista della Porta, il quale, anco nelle sue opere mandate in luce, fa onorata menzione del padre Paolo come di non ordinario personaggio».
Scaduto il periodo di carica a procuratore generale dell'Ordine servita, Sarpi ritornò a Venezia nel 1589, frequentandovi i circoli intellettuali che si riunivano nella bottega di Bernardo Sechini e nella casa del nobile veneziano Andrea Morosini, dove conobbe anche Giordano Bruno, mentre a Padova frequentava la casa di Gian Vincenzo Pinelli, «il ricetto delle muse e l'academia di tutte le virtù in quei tempi», dove poté incontrare Galileo e forse ancora il Bruno, il quale s'intrattenne a Padova più di tre mesi, poco prima di essere arrestato a Venezia nel maggio del 1592.

### Seconda denuncia all'Inquisizione

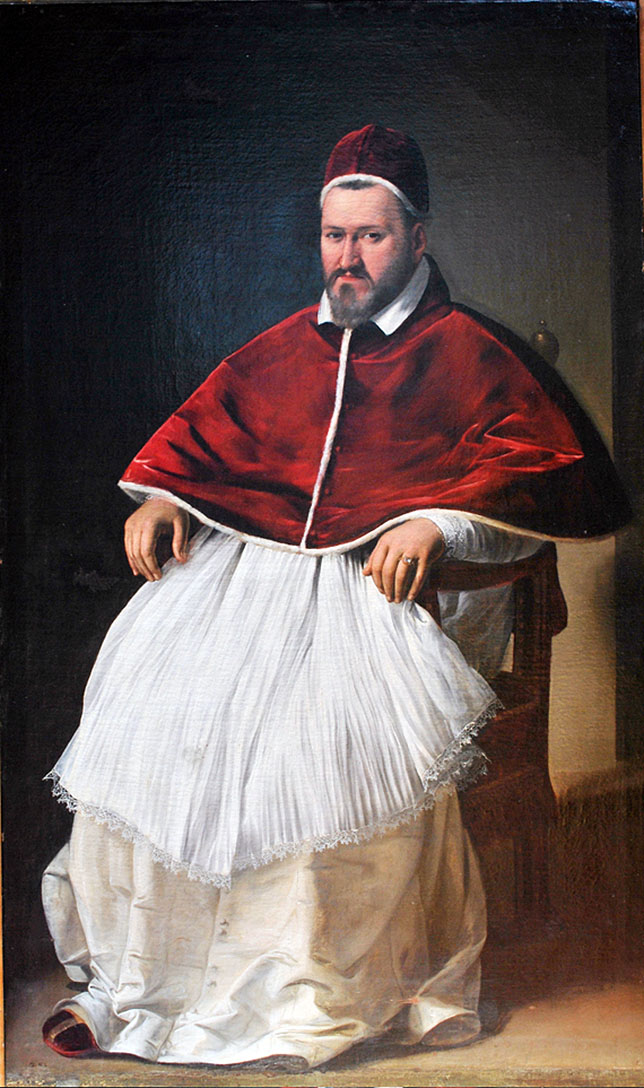
Ottavio Leoni (?): papa Paolo V

Nel 1594 si dovette scegliere il nuovo generale dell'Ordine servita, e fra i due principali candidati, Lelio Baglioni e Gabriele Dardano, Sarpi si espresse a favore del primo. Il rancore spinse il Dardano a denunciare Paolo Sarpi al Sant'Uffizio, accusandolo di negare efficacia allo Spirito Santo, di avere rapporti sospetti con ebrei veneziani e allegando una lettera che fra' Paolo gli scrisse anni prima da Roma, nella quale erano contenute «alcune parole in discredito della corte, come che in quella si venisse alle dignità con male arti, e di tenerne esso poco conto, anzi abominarla».
Sarpi, senza nemmeno essere chiamato a Roma per discolparsi, fu subito prosciolto da ogni accusa ma il cardinale di Santa Severina, Giulio Antonio Santori, protettore dell'Ordine e capo del Sant'Uffizio, «mostrò però implacabile indignazione al padre» utilizzando tutta la sua autorità per escludere gli amici del frate «dalli gradi et onori [...] con maniere così strane e fini così bassi, ch'io non ardisco poner i casi che mi sono stati dati in nota, perché troppo gran scandalo arrecherebbono al mondo».
Sarpi continuò i suoi studi mentre non cessavano le rivalità nell'Ordine servita, del quale venne eletto priore, il 1º giugno 1597, Angelo Montorsoli, che morì tre anni dopo, succedendogli così, nel 1601, Gabriele Dardano, accanito avversario del Sarpi. Questi, deciso a uscire dall'Ordine per sottrarsi all'inimicizia dalla quale si sentiva circondato, cercò invano di ottenere un vescovato, prima a Caorle e poi a Nona, in Dalmazia, che però gli vennero rifiutati a causa delle negative informazioni che di lui il Dardano e Ludovico Gagliardi, preposito della casa veneziana dei gesuiti, diedero al papa: essi avrebbero «sentito mormorare alle volte che egli con alcuni facci una scoletta piena d'errori». Non solo: nel Capitolo, il Dardano accusò padre Paolo di portare «una berretta in capo contra una forma che sino sotto Gregorio XIV disse esser proscritta; che portasse le pianelle incavate alla francese, allegando falsamente esserci decreto contrario, con privazioni divote; che nel fine della messa non recitasse lo Salve Regina». Ma Sarpi fu assolto anche da queste accuse.

### L'interdetto del papa contro Venezia
La Repubblica veneziana, stretta a nord dall'Impero, in Italia dalla prevalenza spagnola e papale, in Oriente dalla potenza turca, era ormai avviata a quel lungo declino politico ed economico che avrà la sua sanzione alla fine del Settecento. Alla prudente politica dei vecchi patrizi, rassegnati alla compromissione con l'Impero e il papato, si sostituì quella degli innovatori, i cosiddetti «Giovani», decisi a sottrarre la Serenissima all'invadenza ecclesiastica nell'interno e a rilanciarne le fortune commerciali nell'Adriatico, compromesse dal controllo dei porti esercitato dallo Stato pontificio e dalle azioni degli Uscocchi, i pirati cristiani croati appoggiati dall'Impero.
Il 10 gennaio 1604 il Senato veneziano proibì la fondazione di ospedali gestiti da ecclesiastici, di monasteri, chiese e altri luoghi di culto senza autorizzazione preventiva della Signoria; il 26 marzo 1605 un'altra legge proibiva l'alienazione di beni immobili dai laici agli ecclesiastici, già proprietari, pur essendo solo un centesimo della popolazione, di quasi la metà dei beni fondiari della Repubblica, e limitava le competenze del foro ecclesiastico, prevedendo il deferimento ai tribunali civili degli ecclesiastici responsabili di reati di particolare gravità. Avvenne che il canonico vicentino Scipione Saraceno, colpevole di molestie a una nobile parente, e l'aristocratico abate di Nervesa, Marcantonio Brandolini, reo di omicidi e di stupri, fossero incarcerati. Il 10 dicembre 1605 il papa Paolo V emanò due brevi richiedenti l'abrogazione delle due leggi e la consegna al nunzio pontificio dei due ecclesiastici, affinché secondo il diritto canonico fossero giudicati da un tribunale ecclesiastico.
Il nuovo doge Leonardo Donà fece esaminare il 14 gennaio 1606 i due brevi da giuristi e teologi, fra i quali il Sarpi, affinché trovassero modo di controbattere alle richieste della Santa Sede. Il 28 gennaio venne nominato teologo canonista proprio il Sarpi e lo stesso giorno il suo scritto: Consiglio in difesa di due ordinazioni della Serenissima Repubblica, venne inviato al Papa. Il Sarpi difese le ragioni della Repubblica con numerosi scritti: sono di questi mesi la Scrittura sopra la forza e validità delle scomuniche, il Consiglio sul giudicar le colpe di persone ecclesiastiche, la Scrittura intorno all'appellazione al concilio, la Scrittura sull'alienazione dei beni laici agli ecclesiastici e altri ancora, poi raccolti nella sua successiva Istoria dell'interdetto. In quell'opera è contenuta anche la traduzione in italiano, fatta dal Sarpi stesso, del trattato di Jean Gerson sulla validità della scomunica, che fu attaccato dal cardinale Bellarmino, al quale fra' Paolo rispose allora con l'Apologia per le opposizioni del cardinale Bellarmino.
Mentre il frate servita Fulgenzio Micanzio - suo futuro biografo - iniziava a collaborare con Paolo Sarpi, il 6 maggio, dopo che il 17 aprile Paolo V aveva scomunicato il Consiglio veneziano e fulminato con l'interdetto lo Stato veneto, Venezia pubblicò il Protesto del monitorio del pontefice, scritto ancora da Sarpi, nel quale il breve papale Superioribus mensibus è definito «nullo e di nessun valore», mentre impedì la pubblicazione della bolla pontificia.

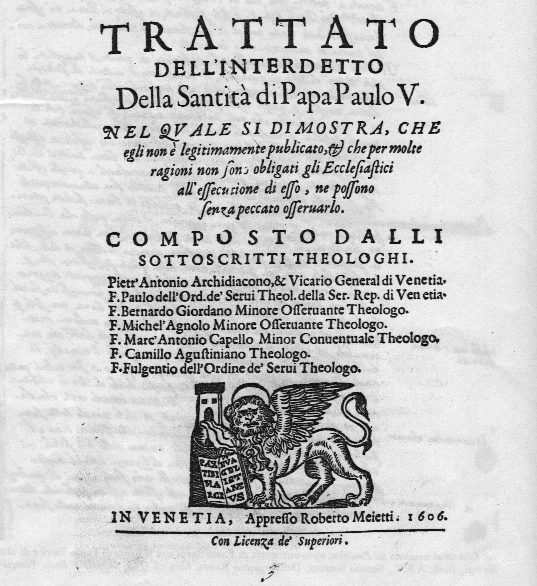
Rivendicazioni sulla non validità dell'Interdetto, Venezia, 1606

Obbedendo alle disposizioni del papa, il 9 maggio i gesuiti rifiutarono di celebrare le messe a Venezia e la Repubblica reagì espellendoli insieme con cappuccini e teatini: «partirono la sera alle doi di notte, ciascuno con un Cristo al collo, per mostrare che Cristo partiva con loro. Concorse moltitudine di populo [...] e quando il preposto, che ultimo entrò in barca, dimandò la benedizione al vicario patriarcale [...] si levò una voce in tutto il populo, che in lingua veneziana gridò loro dicendo "Andé in malora!" [...]». A Roma si sperava che l'interdetto provocasse una sollevazione contro i governanti veneziani ma «li gesuiti scacciati, li cappuccini e teatini licenziati, nissun altro ordine partì, li divini uffizi erano celebrati secondo il consueto [...] il senato era unitissimo nelle deliberazioni e le città e populi si conservarono quietissimi nell'obbedienza»
Venezia era alleata, in funzione anti-spagnola, con la Francia, ed era in buoni rapporti con l'Inghilterra e con la Turchia. Fingendosi veneziani, il 10 agosto soldati spagnoli, per provocare la rottura delle relazioni turco-veneziane, sbarcarono a Durazzo, saccheggiandola, ma la provocazione fu facilmente scoperta e i turchi offrirono a Venezia l'appoggio della loro flotta contro il papa e la Spagna. Il 30 ottobre l'Inquisizione intimò a Sarpi di presentarsi a Roma per giustificare le molte cose «temerarie, calunniose, scandalose, sediziose, scismatiche, erronee ed eretiche» contenute nei suoi scritti ma il frate naturalmente si rifiutò. Invano il papa - che il 5 gennaio 1607 aveva scomunicato Sarpi e Micanzio - si dichiarava favorevole a portare guerra a Venezia: la sua unica alleata, la Spagna, minacciata da Francia, Inghilterra e Turchia, non poteva sostenerla in quest'impresa e si giunse così alle trattative diplomatiche, favorite dalla mediazione del cardinale francese François de Joyeuse. Il 21 aprile Venezia rilasciò i due ecclesiastici incarcerati e ritirò il suo Protesto al papa in cambio della revoca dell'interdetto, mentre le leggi promulgate dal Senato veneziano restarono in vigore e i gesuiti non poterono rientrare nella Repubblica.

### Gli attentati
In quel tempo Sarpi ricevette la visita dell'ex-luterano ed erudito tedesco Kaspar Schoppe, molto intimo dei segreti affari della Curia romana, il quale gli confidò che «il papa, come gran prencipe, ha longhe le mani, e che per tenersi da lui gravemente offeso non poteva succedergli se non male, e che se sino a quell'ora avesse voluto farlo ammazzare, non gli mancavano mezzi. Ma che il pensiero del papa era averlo vivo nelle mani e farlo levare sin a Venezia e condurlo a Roma, offerendosi egli, quando volesse, di trattare la sua riconciliazione, e con qual onore avesse saputo desiderare; asserendo d'aver in carico anco molte trattazioni co' prencipi alemanni protestanti e la loro conversione».

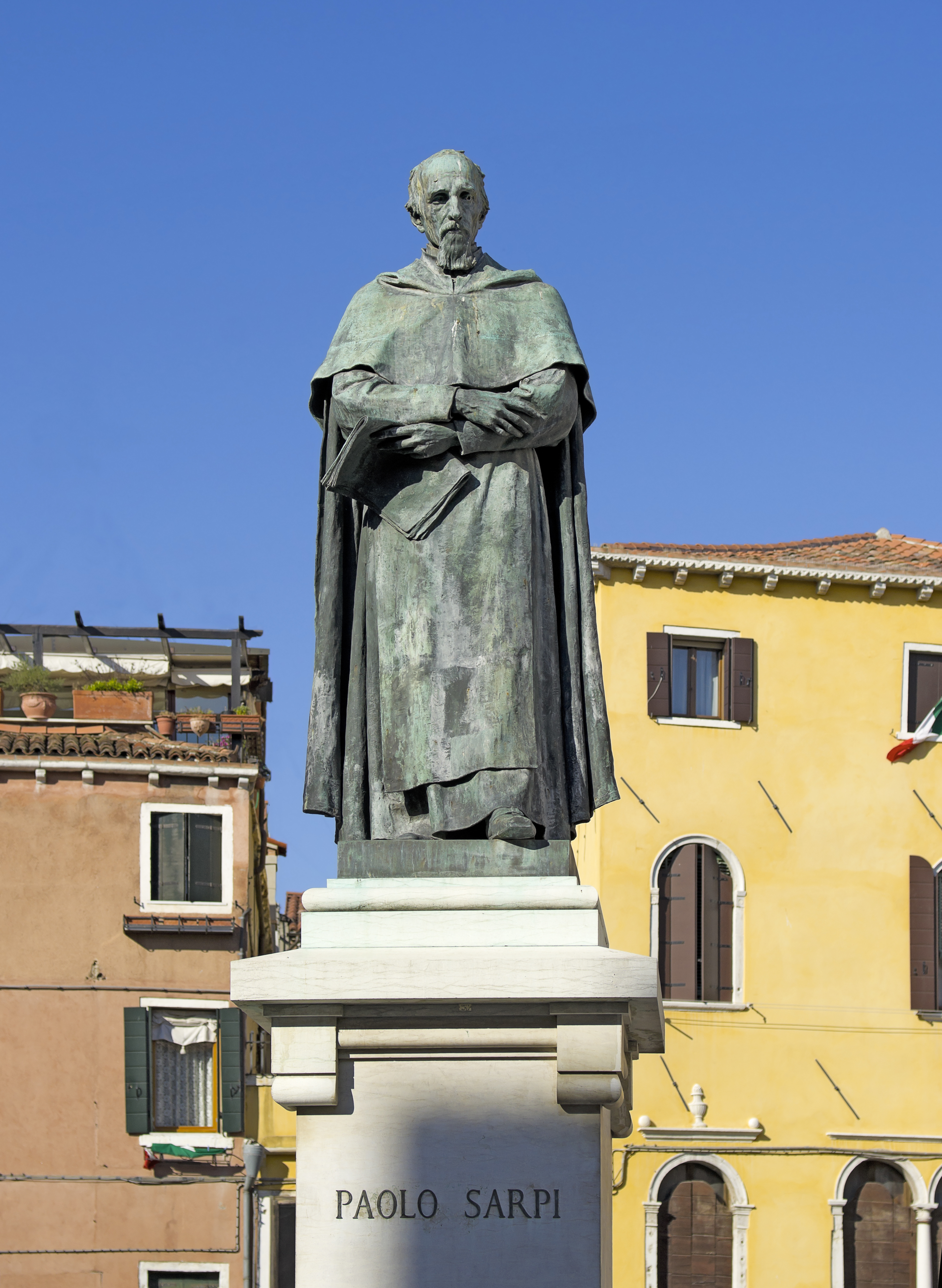
Monumento a Sarpi a Venezia, in Campo Santa Fosca, presso il luogo dell'attentato

Lo Schoppe, ambiguo provocatore, intendeva convincere il frate a mettersi nelle mani dell'Inquisizione come miglior partito che il Sarpi potesse prendere, tanto «parvero strane le due proposte di far ammazzare o prender vivo il padre», ma i disegni omicidi erano reali: il 5 ottobre 1607, «circa le 23 ore, ritornando il padre al suo convento di San Marco a Santa Fosca, nel calare la parte del ponte verso le fondamenta, fu assaltato da cinque assassini, parte facendo scorta e parte l'essecuzione, e restò l'innocente padre ferito di tre stilettate, due nel collo et una nella faccia, ch'entrava all'orecchia destra et usciva per apunto a quella vallicella ch'è tra il naso e la destra guancia, non avendo potuto l'assassino cavar fuori lo stillo per aver passato l'osso, il quale restò piantato e molto storto».
I sicari, fuggendo, trovarono rifugio nella casa del nunzio pontificio e la sera s'imbarcarono per Ravenna, da dove proseguirono per Ancona e di qui raggiunsero Roma. Si conoscono i loro nomi: l'esecutore materiale dell'attentato fu Rodolfo Poma, già mercante veneziano, poi trasferitosi a Napoli e di qui a Roma, dove divenne intimo del cardinale segretario di Stato Scipione Caffarelli-Borghese e dello stesso Paolo V. Fu coadiuvato da tre uomini d'arme, tali Alessandro Parrasio, Giovanni da Firenze e Pasquale da Bitonto, mentre «la spia, o guida, fu un prete, Michiel Viti bergamasco, solito offiziare in Santa Trinità di Venezia, che non lasciò dubitare quanti mesi precedessero questo bel effetto prima che fosse mandato alla luce; poi che questo prete la quadragesima antecedente, sotto specie d'aver gusto delle predicazioni del padre maestro Fulgenzio, andava ogni mattina in convento de' servi alla porta del pulpito, che risponde alla parte di dentro, e cortesemente trattava con lui, ricercandolo anco di qualche dubbio di coscienza. E continuò di poi sempre a salutarlo et anco andar in convento a visitarlo, parlandogli sempre di cose spettanti all'anima».
Il pugnale non aveva tuttavia leso organi vitali e il Sarpi riuscì a sopravvivere; il noto chirurgo Girolamo Fabrici d'Acquapendente, che l'operò, disse di non aver mai medicato una ferita più strana, rispondendo allora Sarpi con la famosa espressione: «eppure il mondo vuole che sia data stilo Romanae Curiae». Le conseguenze furono la rottura della mascella e vistose cicatrici nel volto. Il 27 ottobre 1607 il Senato, dichiarando il Sarpi «persona di prestante dottrina, di gran valore e virtù», gli concede una casa in piazza San Marco ove possa risiedere con il Micanzio e altri frati, e una sovvenzione affinché possa acquistare una barca e provvedere alla sua sicurezza personale. Sarpi rifiutò la casa ma si servì da allora di una barca che gli evitasse i pericolosi tragitti a piedi per le calli veneziane.
Poco più di un anno dopo, nel gennaio del 1609, fu sventato un secondo attentato, ordito, sembra su mandato del cardinale Lanfranco Margotti, da due frati serviti, Giovan Francesco Graziani da Perugia  e Antonio da Viterbo, i quali, fatta una copia della chiave della camera di Sarpi, «volevano secretamente introdurre nel monasterio due o più sicarii e la notte trucidare l'innocente padre».

### La corrispondenza europea e la morte

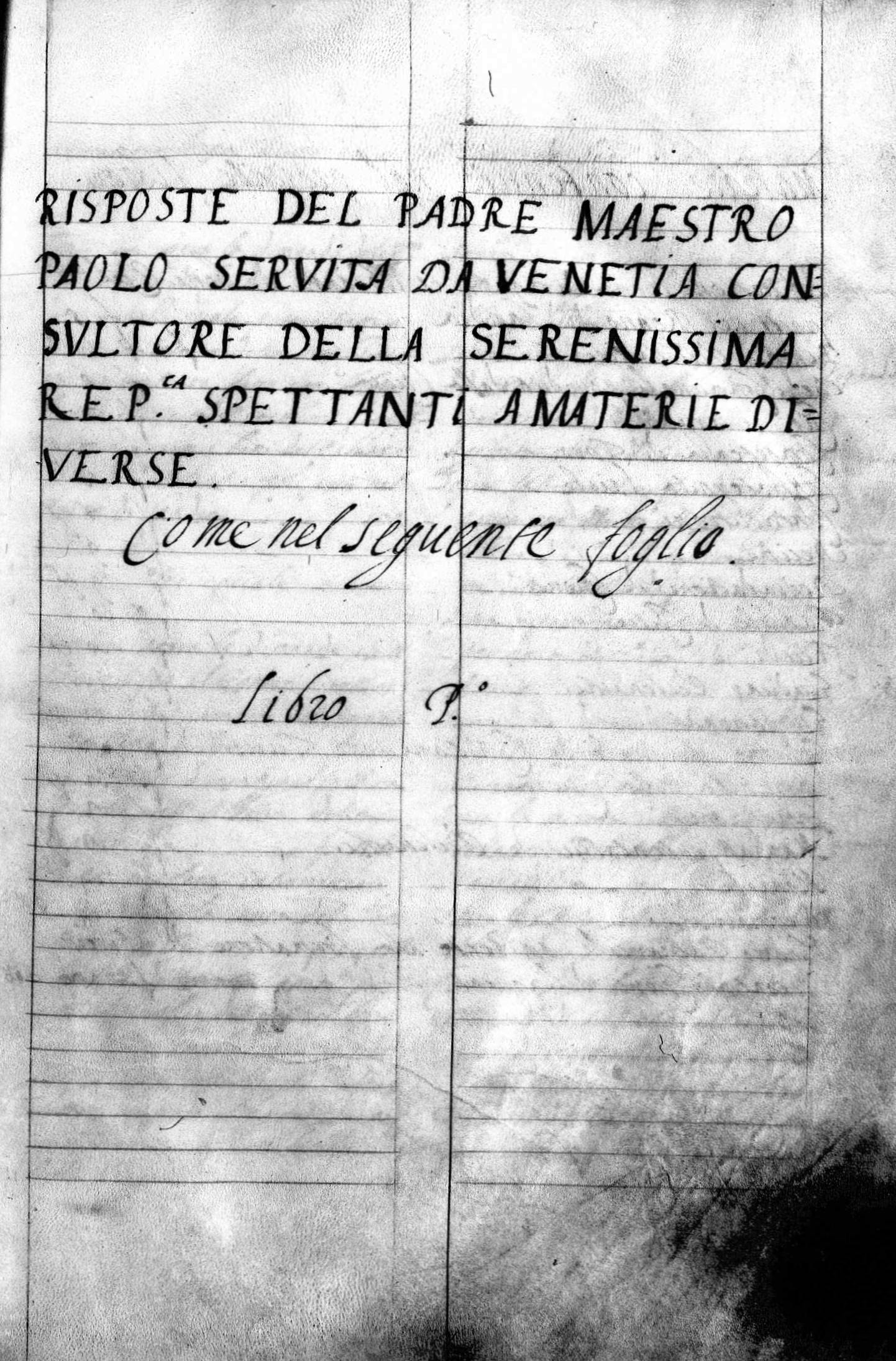
Consulti - inizio - vol. III, p. 17. Manoscritto.

Sarpi inizia a corrispondere con personalità soprattutto di fede calvinista o gallicana: fra questi ultimi, Jacques Leschassier e Jacques Gillot, che pubblicò nel 1607 gli Actes du concile de Trente en l'an 1562 e 1563, dimostrando le pressioni papali sui vescovi riuniti a concilio, e fra gli altri l'italiano Francesco Castrino, i francesi Jean Hotman de Villiers, Isaac Casaubon, Jacques-Auguste de Thou, Philippe Duplessis-Mornay, i tedeschi Achatius e Christoph von Dohna. Attraverso il dialogo diretto con gli intellettuali europei, Sarpi acquisì «quella straordinaria ampiezza di orizzonti e di interessi, quella solida conoscenza dei problemi dello stato moderno», che gli permise di «arricchire la sua cultura storica, giuridica e scientifica» e lo condusse «a incidere sulla sua posizione religiosa, ad approfondirne la crisi, risolvendola poi con l'accoglimento di nuove prospettive e di nuove idealità; spalancandogli un mondo nuovo, che gli faceva sentire più soffocante, più viziata, la vita italiana».
Incontrò a Venezia nel 1607 l'inglese William Bedell, che riferì di lui e del Micanzio come essi fossero «completamente dalla nostra parte nella sostanza della religione» e, nel 1608, Cristoph von Dohna, inviato dal principe tedesco Cristiano I di Anhalt-Bernburg, e il pastore ginevrino Giovanni Diodati, per valutare la possibilità di introdurre a Venezia la Riforma. La traduzione in lingua italiana, fatta da quest'ultimo, del Nuovo Testamento, viene diffusa a Venezia proprio in questo periodo.
Altre polemiche suscitano, nel marzo del 1609, le prediche quaresimali di Fulgenzio Micanzio che vengono interpretate a Roma come un attacco alla fede cattolica. Sarpi è anche preoccupato per la tregua stipulata tra la Spagna e i Paesi Bassi, perché vede in essa un indebolimento di questi ultimi «che, o prima o dopo, resteranno sopraffatti dalle arti spagnole», mentre gli spagnoli ne potrebbero trarre beneficio anche in vista del loro dominio in Italia. Sarpi sperava in un'alleanza generale di Francia, Inghilterra, principi protestanti, Paesi Bassi, Savoia e Venezia che portasse alla guerra contro l'Impero cattolico ispano-tedesco e cancellasse il dominio papale e spagnolo in Italia: «Se sarà guerra in Italia, va bene per la religione; e questo Roma teme; l'Inquisizione cesserà e l'Evangelio avrà corso». E andrà bene anche per le libertà civili di Venezia: qui, anche se «il giogo ecclesiastico è assai più mite che nel rimanente d'Italia, in quella parte nondimeno che tocca la stampa è l'istesso appunto che negli altri luoghi. Nessuna cosa si può stampare se non veduta e approvata dall'Inquisizione [...] Dove si ragiona di alcun papa, non permettono che si dica alcuna di disonore, se bene vera e notoria. Non permettono che alcuno separato dalla Chiesa romana sia lodato di qualsivoglia virtù, né nominato se non con vituperio».
Sarpi e Micanzio salutarono con sincera gioia la condanna e la messa fuori legge degli arminiani olandesi al sinodo di Dordrecht, dando prova di equilibrio e imparzialità.
Ai primi giorni del 1623 si ammalò gravemente, e morì il 15 gennaio. Secondo la versione ufficiale l'8 gennaio, sebbene sfinito, volle alzarsi per il mattutino, come al solito, e celebrare la Messa. La mattina del 12 gennaio, fatto chiamare il priore del convento, lo pregò che lo raccomandasse alle preghiere dei confratelli e che gli portasse il Viatico. Gli consegnò tutte le cose concesse a suo uso. Si fece vestire, si confessò e passò il resto del mattino facendosi leggere da fra Fulgenzio e da Fra Marco i Salmi e la Passione di Cristo narrata dagli Evangelisti. Gli fu quindi amministrato dal priore, alla presenza della Comunità, il Viatico. Il 14 mattina fu visitato dal medico che gli disse che aveva poche ore di vita. Egli, sorridendo, rispose: Sia benedetto Dio! A me piace ciò che a Lui piace. Col suo aiuto faremo bene anche quest'ultima azione (quella di morire). Fu udito ripetere più volte, con soddisfazione: Orsù, andiamo dove Dio ci chiama!. Secondo alcuni le sue ultime parole sarebbero state: Esto perpetua, riferendosi a Venezia (v. Bianchi-Giovini, 846, pp. 340-344). Esistono tuttavia altre versioni della sua morte che lo fanno apparire più vicino al culto protestante.

## Sarpi nella storia della letteratura e della scienza
Figura assai complessa di pensatore, Sarpi occupa indubbiamente un posto di primo piano nella storia della letteratura e della scienza. Fu uno dei più grandi scrittori del suo secolo.
(Arturo Carlo Jemolo.)
Giovanni Papini, parlando della Istoria del Concilio di Trento, l'ha definita:
Nel campo delle scienze poi ha lasciato orme indelebili in vari campi: nella filosofia, nella matematica, nell'ottica, nell'astronomia, nella medicina ecc. Galileo Galilei fu suo grande amico, e non disdegnò di appellarlo: Mio Maestro. Dinanzi al primo avvertimento a Galilei nel 1616, Sarpi (che non visse abbastanza a lungo per assistere alla condanna del 1633) scrisse:
Sarpi scoperse, per primo, la dilatabilità della pupilla sotto l'azione della luce e le valvole delle vene (Enciclopedia Treccani, vol. XXX, p. 879). I suoi biografi parlano anche di scoperte nel campo dell'anatomia, dell'ottica, ecc. L'invenzione del telescopio - dice Bianchi-Giovini - il Galilei la dovette per certo ai lumi somministratigli dal Sarpi, se pure questi non ne fu il primo inventore, come pensano alcuni (v. p. 74). Sopra la sua sapienza matematica si citava l'autorevole giudizio di Galileo Galilei (Papini, p. 4). Robertson non ha stentato ad appellare Sarpi il più grande dei veneziani. Daniel Georg Morhof ha appellato Sarpi la Fenice del suo tempo.
Galileo Galilei non esitò a dire: Paolo de' Servi... del quale posso senza iperbole alcuna affermare che niuno l'avanza in Europa in cognizione di queste scienze (matematiche) (contro alle calunnie ed imposture di B. Capra, in ediz. naz., Firenze, 1932, II, 549). La teoria di Galileo delle maree, successivamente dimostratasi erronea, riprende idee di Sarpi, esposte nei Pensieri naturali, metafisici e matematici (in particolare nei pensieri 569 e 571).
Giovanni Battista Della Porta, dopo aver dichiarato di avere appreso alcune cose da Fra Paolo, lo proclamò splendore ed ornamento non solo della città di Venezia e dell'Italia, ma di tutto il mondo. (Magia naturalis, L. VII, p. 127). Il cardinale Domenico Passionei definì il Sarpi dottissimo oltre ogni espressione (cfr. Opuscoli, I, p. 331-334).

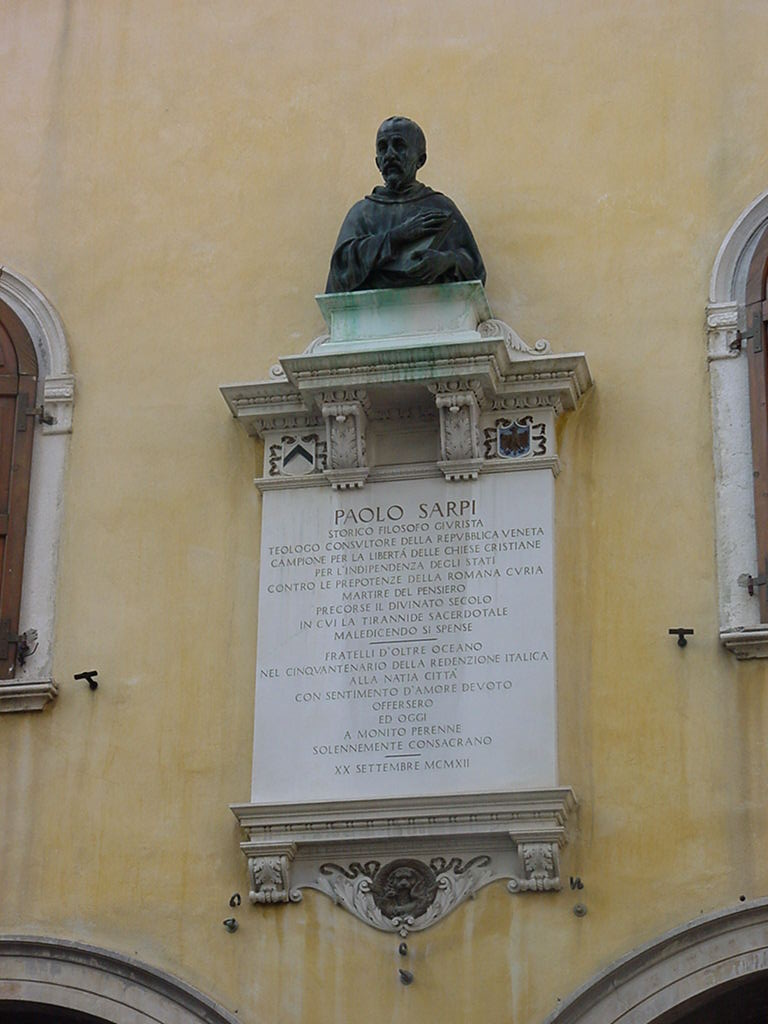
Un busto regalato alla città di Udine nel 1912 dai Mazziniani italiani emigrati in Argentina.

In uno studio il cui intento era quello di misurare il Q.I. di 300 personaggi famosi vissuti tra il 1450 e il 1850, Sarpi si posizionò al quinto posto, al pari del più noto matematico, fisico e apologeta della religione cristiana Pascal (cit. "The Early Mental Traits of Three Hundred Geniuses" di Catharine M. Cox, in "Genetic Studies of Genius" di Lewis M. Terman. Copyright 1926, Stanford University Press).
Tuttavia il contributo scientifico di Sarpi è stato recentemente ridimensionato da più parti, ad esempio da Ugo Baldini: «La filosofia naturale di Sarpi, quale emerge nei Pensieri, è tutt'altro che coerentemente galileiana, o semplicemente «moderna». Anche tenendo conto che buona parte dei testi rilevanti va datata attorno al 1580, resta che molte sue tesi non sembrano rientrare nel corso di idee sfociato nella fisica matematica del primo Seicento. Vi compaiono elementi aristotelici ortodossi, altri tardoscolastici, altri ancora extra (o anti) aristotelici, ma non necessariamente di segno evolutivo. La sua logica ed epistemologia sono in gran parte schiettamente occamiste (con quanto di potenzialmente nuovo, ma anche di antico, questo implicava).» Secondo Antonella Barzazi, inoltre, «l’apporto di Sarpi alle idee e alle invenzioni galileiane – così come a scoperte avvenute in svariati campi, dalla circolazione venosa al magnetismo – non appare puntualmente documentabile ed è stato a volte sopravvalutato, sulla scia di affermazioni di Micanzio. Del resto Sarpi colse l’importanza della spiegazione matematica dei fenomeni fisici, ma non riuscì mai ad abbandonare la visione qualitativa della dinamica e la strumentazione concettuale tardoscolastica.»

## Sarpi e la Chiesa
Il Sarpi alla grande intelligenza unì anche - come riconosciutagli da tutti - un'esemplare integrità di vita. Arturo Carlo Jemolo, dopo essersi rivolto varie domande intorno alla sua ortodossia, ha dato questa risposta:
(Arturo Carlo Jemolo, p. (10).)
Fondamentalmente lo scontro di Paolo Sarpi con la Curia romana fu legato ad un progetto politico volto a contenere il potere della Chiesa in ambito esclusivamente spirituale e a promuovere un'alleanza tra Venezia e la Francia in un'ottica antimperiale e fortemente antispagnola. Per questo intrattenne contatti con i riformati (Lettere ai protestanti). Inoltre la sua visione della Chiesa era un vago ritorno verso la chiesa primitiva: egli quindi era indotto a condannare il potere temporale, il processo di mondanizzazione del clero, la superiorità del papa sul Concilio. Nel 1616 il Sarpi strinse amicizia con Marcantonio de Dominis, arcivescovo di Spalato, che tendeva all'apostasia. Quest'ultimo nel 1619 pubblicò a Londra, senza il consenso dell'autore, la sua Istoria del Concilio Tridentino, che costituisce il suo capolavoro storico ed offre la prima imponente ricostruzione del Concilio di Trento. Il 22 novembre 1619 l'opera fu condannata dalla Congregazione dell'Indice e quindi posta all'Indice dei libri proibiti.
Nel 1611 furono intercettate dal nunzio pontificio a Parigi mons. Roberto Ubaldini compromettenti carteggi di Sarpi con l'ambasciatore veneziano Antonio Foscarini e con l'ugonotto Francesco Castrino; carteggi ben presto inviati a Roma per essere messi a disposizione del Sant'Uffizio, ma anche da utilizzare per far ammettere una buona volta al governo veneziano quanto da tempo da Roma si veniva denunciando, che quel frate, che si proclamava più cattolico del Papa e come tale difeso ufficialmente dai responsabili politici veneziani, altri non era che un protestante, al servizio delle forze ereticali europee: dunque infedele e ipocrita. Una taccia di ipocrisia che non darà tregua alla figura di Sarpi lungo i secoli, come stanno a provare innumerevoli esempi. Il dotto curiale Girolamo Aleandro, ricevuta da Nicolas de Peiresc nel 1624 la sarpiana Istoria dell'Interdetto appena edita rispondeva all'illustre erudito francese con fare perentorio che
(Citato in C. Rizza, Peiresc e l'Italia, Torino, Giappichelli, 1965, p. 74.)
L'erudito Giusto Fontanini e il cardinal Domenico Passionei pubblicarono le carte che dimostravano che l'intento del frate era quello di introdurre il calvinismo a Venezia, come ancora ricordava nel secolo scorso il dotto prefetto dell'Archivio Segreto Vaticano Angelo Mercati.
Un parere analogo si trova anche nella recente Storia della Chiesa di Ludwig Hertling e Angiolino Bulla, dove Sarpi viene definito: «un ipocrita che fino all'ultimo fece la parte del religioso, sebbene nel suo intimo si fosse da tempo allontanato dalla Chiesa.»

## Opere
- Trattato dell'interdetto di Paolo V nel quale si dimostra che non è legittimamente pubblicato, 1606.
- Apologia per le opposizioni fatte dal cardinale Bellarmino ai trattati et risolutioni di G. Gersone sopra la validità delle scomuniche, 1606.
- Considerationi sopra le censure della santità del papa Paolo V contra la Serenissima Repubblica di Venezia, 1606.
- Istoria del Concilio Tridentino, 1619.
- Il trattato dell'immunità delle chiese (De iure asylorum), 1622.
- Discorso dell'origine, forma, leggi ed uso dell'Uffizio dell'Inquisizione nella città e dominio di Venezia, 1638.
- Trattato delle materie beneficiarie, 1676.
- Opinione del Padre Paolo Servita, come debba governarsi la Repubblica Veneziana per havere il perpetuo dominio, Venezia, 1681. La storiografia recente attribuisce lo scritto al patriziato veneziano medesimo[39]

### Edizioni

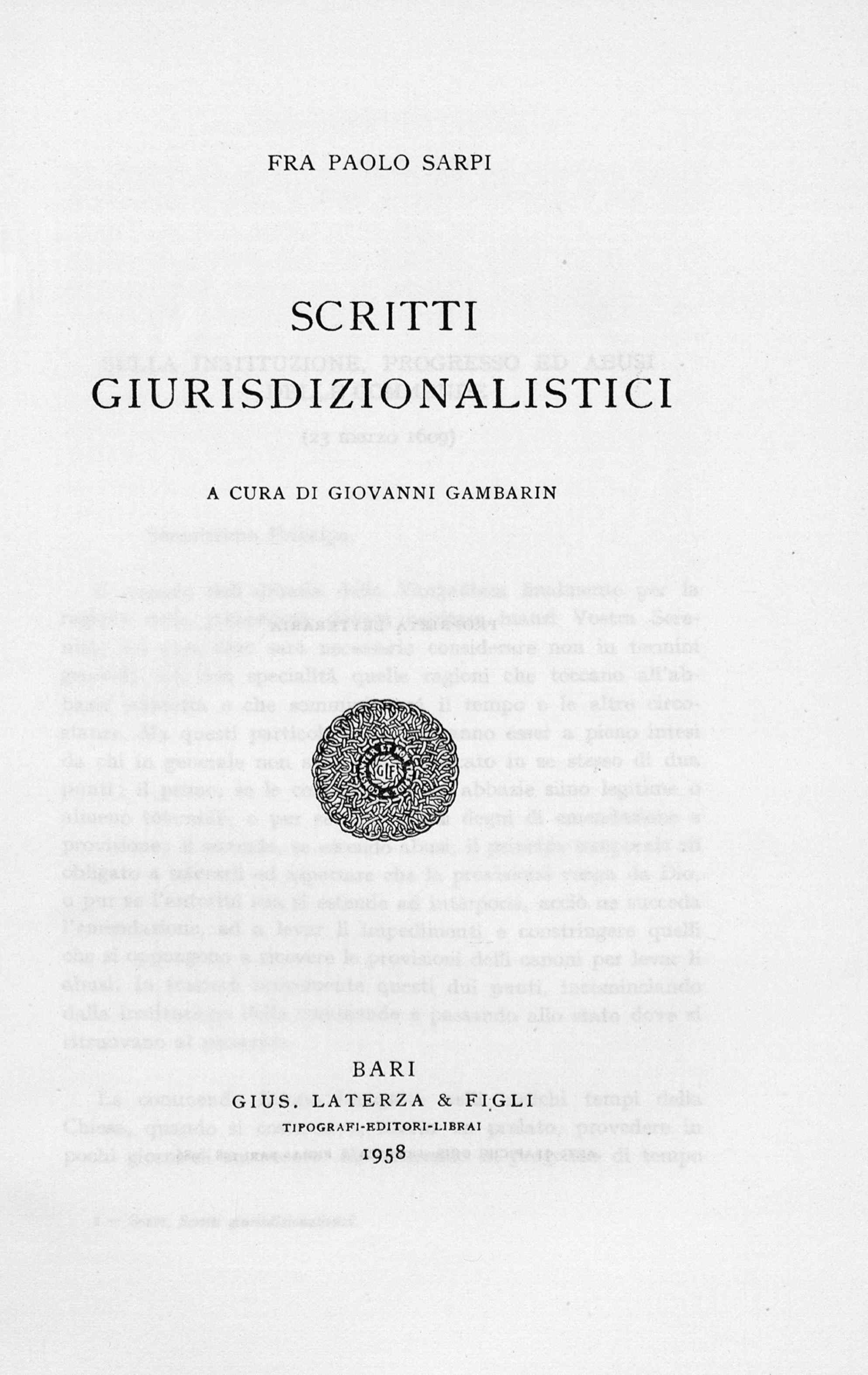
Scritti giurisdizionalistici, 1958

- Istoria del Concilio Tridentino, 1619.
  -  Istoria del Concilio tridentino, In Geneua, Pierre Aubert, 1629.
  - Istoria del Concilio Tridentino, 3 voll., Franco Pagnoni Editore, Milano, 1895.
  -  Giovanni Gambarin (a cura di), Istoria del Concilio tridentino, Scrittori d'Italia 151, vol. 1, Bari, Laterza, 1935.
  -  Giovanni Gambarin (a cura di), Istoria del Concilio tridentino, Scrittori d'Italia 152, vol. 2, Bari, Laterza, 1935.
  -  Giovanni Gambarin (a cura di), Istoria del Concilio tridentino, Scrittori d'Italia 153, vol. 3, Bari, Laterza, 1935.
  - Istoria del Concilio Tridentino, 2 voll., testo critico di Giovanni Gambarin, introduzione di Renzo Pecchioli, Collana Biblioteca, Sansoni, Firenze, 1966, pp. 1086; II ed. 1982.
- Lettere inedite di Fra Paolo Sarpi a Simone Contarini ambasciatore veneto in Roma, 1615, pubblicate dagli autografi, Monumenti storici pubblicati dalla R. Deputazione veneta di storia patria. Serie 4, Miscellanea 12, Venezia, Fratelli Visentini, 1892.
- Pagine scelte, a cura di Arturo Carlo Jemolo, Vallecchi, Firenze, 1924, pp. 71.
- Lettere ai protestanti, Scrittori d'Italia 136, vol. 1, Bari, Laterza, 1931.
  -  Lettere ai protestanti, Scrittori d'Italia 137, vol. 2, Bari, Laterza, 1931.
- Antologia degli scritti politici e storici. A cura di Francesco T. Roffarè, CEDAM, Padova, 1937, pp. 118.
- Istoria dell'Interdetto e altri scritti editi e inediti, Bari, Laterza, 1940.
  -  Istoria dell'interdetto, Scrittori d'Italia 179, vol. 1, Bari, Laterza, 1940.
  -  Istoria dell'interdetto, Scrittori d'Italia 180, vol. 2, Bari, Laterza, 1940.
  -  Istoria dell'interdetto, Scrittori d'Italia 181, vol. 3, Bari, Laterza, 1940.
- Romano Amerio (a cura di), Scritti filosofici e teologici, Scrittori d'Italia 202, Bari, Laterza, 1951.
- Pensieri naturali, metafisici e matematici. Manoscritto dell'iride e del calore - Arte di ben pensare - Pensieri medico-morali - Pensieri sulla religione - Fabulae - Massime e altri scritti. Edizione integrale commentata a cura di Luisa Cozzi e Libero Sosio, Ricciardi, Milano-Napoli, 1951-1956-1996, ISBN 978-88-78-17504-4, pp. XCIV-902.
- Scritti giurisdizionalistici, Scrittori d'Italia 216, Bari, Laterza, 1958.
- Lettere ai Gallicani, a cura di Boris Ulianich, Wiesbaden, F. Steiner, 1961.
- La Repubblica di Venezia la casa d'Austria e gli Uscocchi, Bari, Laterza, 1965.
- Scritti scelti: Istoria dell'Interdetto, Consulti, Lettere, a cura di Giovanni Da Pozzo, Collezione di Classici Italiani n.14, UTET, Torino, I ed. 1968- 1974-1982, ISBN 978-88-02-01847-8, pp. 708.
- Storici, Politici, e Moralisti del Seicento, a cura di Luisa e Gaetano Cozzi, Collana La Letteratura Italiana. Storia e Testi vol.35, Milano-Napoli, Ricciardi, 1969-1997.
- Istoria del Concilio Tridentino. Seguita dalla «Vita del padre Paolo» di Fulgenzio Micanzio. A cura di Corrado Vivanti, 2 voll., Collana NUE n.156, Einaudi, Torino, 1974, pp. CLX-XV-1472; Collana Piccola Biblioteca. Nuova Serie, Einaudi, Torino, 2011, ISBN 978-88-06-20875-2.
- Pensieri. A cura di Gaetano e Luisa Cozzi, Collana Classici Ricciardi, Torino, 1976, ISBN 978-88-06-45039-7, pp. CXLVI-74.
- Considerazioni sopra le censure di papa Paolo V contro la Repubblica di Venezia e altri scritti sull'Interdetto, a cura di Gaetano e Luisa Cozzi, Collana Classici Ricciardi, Einaudi, Torino, 1977, ISBN 978-88-06-48223-7, pp. XIII-91.
- Lettere a Gallicani e Protestanti, Relazione dello Stato della Relazione, Trattato delle Materie Beneficiarie. A cura di Gaetano e Luisa Cozzi, Collana Classici Ricciardi, Einaudi, Torino, 1978, ISBN 978-88-06-10900-4, pp. 217.
- Gli ultimi consulti. 1612-1623. A cura di Gaetano e Luisa Cozzi, Collana Classici Ricciardi n.100, Einaudi, Torino, 1979, ISBN 978-88-06-24976-2, pp. 122.
- Dai «Consulti», il carteggio con l'ambasciatore inglese sir Dudley Carleston. A cura di Gaetano e Luisa Cozzi, Collana Classici Ricciardi, Einaudi, Torino, 1979, ISBN 978-88-06-12971-2, pp. XIV-253.
- Dal «Trattato di pace et accomodamento» e altri scritti sulla pace d'Italia. 1617-1620. A cura di Gaetano e Luisa Cozzi, Collana Classici Ricciardi, Einaudi, Torino, 1979, pp. XII-138.
- Consulti, 2 voll., a cura di Corrado Pin, Pisa-Roma, Istituti Editoriali e Poligrafici Internazionali, 2001.
- Letteratura e vita civile. Paolo Sarpi, Collana I Classici del Pensiero Italiano n. 23, Edizione speciale per Il Sole 24 Ore, Milano, 2006, pp. XIII-562.
- Della potestà de' prencipi, a cura di Nina Cannizzaro, Collana I Giorni, Marsilio, Venezia, 2007.
- Scritti filosofici inediti. Tratti da un manoscritto della Marciana a cura di G. Papini, Collana Cultura dell'anima, Rocco Carabba, Editore Lanciano, 2008 (ristampa anastatica del 1910), ISBN 978-88-63-44004-1, pp. 126.

### Manoscritti
- Consulti: incipit - vol. III, p. 17, XVII secolo, Milano, Biblioteca Nazionale Braidense, Fondo manoscritti, AG.X.3/11.1.
- Consulti: vol. III, p. 18 - vol. VI, p. 99, XVII secolo, Milano, Biblioteca Nazionale Braidense, Fondo manoscritti, AG.X.3/11.2.
- Consulti: vol. VI, p. 100 - explicit, XVII secolo, Milano, Biblioteca Nazionale Braidense, Fondo manoscritti, AG.X.3/11.3.